# (10281) Libourel
(10281) Libourel est un astéroïde de la ceinture principale.

## Description
(10281) Libourel est un astéroïde de la ceinture principale. Il fut découvert le 11 mars 1981 à l'Observatoire de Siding Spring par Schelte J. Bus. Il présente une orbite caractérisée par un demi-grand axe de 2,73 UA, une excentricité de 0,04 et une inclinaison de 10,5° par rapport à l'écliptique.